# Arisaema tsangpoense
Arisaema tsangpoense là một loài thực vật có hoa trong họ Ráy (Araceae). Loài này được J.T.Yin & Gusman mô tả khoa học đầu tiên năm 2006.